# Вредный совет (мультфильм, 1986)
«Вре́дный сове́т» — советский короткометражный мультфильм 1986 года производства студии «Союзмультфильм», создан по мотивам стихотворения Григория Остера «Если не купили вам пирожные» из цикла рассказов «Вредные советы». Второй из трёх сюжетов в 19-м выпуске мультипликационного альманаха «Весёлая карусель» 1988 года. В мультфильме используется визуальный приём тотальной мультипликации. Мультфильм озвучивал актёр Виктор Проскурин.

## Сюжет
Из уха мальчика, выглядывающего в окно, вылезает разноцветное говорящее существо в шапке из бумаги, именуемое «Чижиком-Пыжиком». Существо, представившись зрителю, начинает давать мальчику «вредные» советы, которым он беспрекословно следует. Под влиянием Чижика-Пыжика, мальчик выходит из своей комнаты в комнату, где находятся его отец и мать, занятые своими делами: починкой телевизора и готовкой ужина соответственно. После непродолжительного эксцесса с поеданием пирожных и криков, мальчика отводят обратно в его комнату, в которой он, под влиянием Чижика, обижается на своих родителей и решается ночью уйти из домa не только «бродить по улицам» без шапки, но и отправиться в «дремучий тёмный» лес. Вскоре мальчик встречает огромного волка, который засовывает мальчика в свою чёрную сумку, передумав его есть. Затем волк возвращает мальчика обратно в дом.